# Memoriał Grundmanna i Wizowskiego 2017
27. edycja wyścigu kolarskiego Grand Prix Doliny Baryczy - Memoriał Grundmanna i Wizowskiego odbyła się w dniu 17 czerwca 2017 roku i liczyła 177,5 km. Start wyścigu miał miejsce w Miliczu, zaś meta zlokalizowana była w Żmigrodzie. Wyścig figurował w kalendarzu cyklu UCI Europe Tour, posiadając kategorię UCI 1.2.

## Klasyfikacja generalna
| M-ce | Imię i nazwisko       | Kraj   | Drużyna                      | Czas       |
| ---- | --------------------- | ------ | ---------------------------- | ---------- |
| 1.   | Alan Banaszek         | Polska | CCC Sprandi Polkowice        | 3h 56' 52" |
| 2.   | Konrad Gessner        | Niemcy | Rad-Net Rose Team            | + 1"       |
| 3.   | Sylwester Janiszewski | Polska | Wibatech 7R Fuji             | + 1"       |
| 4.   | Andrzej Bartkiewicz   | Polska | Wibatech 7R Fuji             | + 3"       |
| 5.   | Andris Vosekalns      | Łotwa  | Reprezentacja Łotwy          | + 3"       |
| 6.   | Māris Bogdanovičs     | Łotwa  | Reprezentacja Łotwy          | + 3"       |
| 7.   | Patrick Haller        | Niemcy | Rad-Net Rose Team            | + 3"       |
| 8.   | Piotr Brożyna         | Polska | CCC Sprandi Polkowice        | + 5"       |
| 9.   | Artur Detko           | Polska | Domin Sport                  | + 5"       |
| 10.  | Paweł Zaleśny         | Polska | KK Tarnovia Tarnowo Podgórne | + 5"       |